# Comanche: Operation White Lightning
Comanche: Operation White Lightning (Originaltitel Comanche: Maximum Overkill) ist eine Helikopter-Flugsimulation, die von NovaLogic entwickelt und von Softgold vertrieben wurde. Sie erschien erstmals 1992 für MS-DOS und stellt den Beginn der Computerspielreihe Comanche dar. Sie ist zudem das Debüt der hauseigenen Voxel-Space-Spielengine.
Unter dem Titel Comanche: Global Challenge (Originaltitel Comanche: Maximum Overkill – Mission Disk 1) erschien 1993 eine Computerspiel-Erweiterung auf Diskette. Im selben Jahr erschien mit Comanche: Over the Edge eine zweite Missionsdiskette. Mit Comanche CD erschien 1994 eine Computerspielsammlung, die allen Missionsdisketten samt dem Originalspiel vereint. Sie erschien zudem für Mac OS. Eine Portierung für den Super-NES wurde abgebrochen.

## Entwicklung
Die Darstellung von Pixeln mit Höheninformation stammt aus der Medizintechnik. Chefentwickler Kyle Freeman stellte fest, dass sich damit organische Landschaften darstellen lassen. Zunächst war geplant, damit ein Adventure zu entwerfen. Die damalige Darstellung war jedoch grob und verwaschen. Erst aus 30 m Höhe sah die Landschaft passabel aus, sodass auf Hubschrauberflug umgesattelt wurde.

## Spielprinzip
Der Spieler steuert den namensgebenden experimentellen Boeing-Sikorsky RAH-66 Comanche Helikopter durch eine Voxel basierte Spielwelt. Das Flugmodell ist dabei stark vereinfacht. Es gilt Ziele abzuschießen oder für Artillerie und Flügelmann mittels Laserzielführung zu markieren. Schwierigere Missionen werden erst freigeschaltet, wenn vorherige Aufträge abgeschlossen sind. Wird der Hubschrauber abgeschossen, wird der Spieler zurückgestuft und muss bestandene Aufträge erneut absolvieren. Die deutsche Version beinhaltet abgemilderte Missionsbeschreibungen und eine entschärfte Verpackung. Statt weltweiter Kampfeinsätze in kleinen Konfliktherden kämpft man in der deutschen Versionen gegen Drogenkartelle.

## Rezeption
Der Spielwitz stimme, jedoch werden nur 20 Missionen und auch keine echte Kampagne geboten. Es handele sich jedoch nicht um eine detaillierte Simulation, sondern eher ein 3D-Action-Spiel ähnlich Wing Commander 2. Die Gegner schießen häufig daneben, man selbst zielt immer genau. Die Grafik sorge für ein besonderes Fluggefühl. Technisch sei das Spiel seinerzeit überragend. Die Steuerung sei sehr eingängig. Hintergrundmusik, Sprachausgabe und Geräuscheffekte seien ebenfalls gut. Nur Power Play ist deutlich kritischer. Der Simulationsanteil sei deutlich geringer als in Gunship 2000. Es fehlen Elemente der Langzeitmotivation. Die Bewaffnung lasse sich nicht ändern wie in Wing Commander. Zudem werden keinerlei Gebäude oder andere Details abseits der Gegner dargestellt. Die entschärfte deutsche Version hingegen sei gut gelungen, da sie auf unnötigen Militarismus verzichte.
Die Missionsdiskette böte eher Masse statt Klasse. Sie böte 30 mehr Missionen, aber keinerlei Verbesserung an Grafik und Spielprinzip. Einige Missionen seien schlicht albern. Sie böte immerhin neue Gegnertypen. Die letzten zehn Missionen seien schwieriger gehalten.
Die CD-ROM-Version böte keinen Mehrwert. Texte seien auch nach Jahren nur unvollständig übersetzt.

## Auszeichnungen
- Spiel des Monats[4]
- Platz 39 der 100 wichtigsten Spiele der 1990er[10]